# Большая Боровая (приток Чикшины)
Большая Боровая — река в России, протекает в Республике Коми. Устье реки находится в 66 км по правому берегу реки Чикшина. Длина реки — 64 км. Левый приток — Средняя Боровая.

## Этимология гидронима
По одной из версий название реке дала местность по которой она течет — боровой лес. Прилагательное большая указывает на одноименный гидроним (Малая Боровая).

## Данные водного реестра
По данным государственного водного реестра России относится к Двинско-Печорскому бассейновому округу, водохозяйственный участок реки — Печора от водомерного поста у посёлка Шердино до впадения реки Уса, речной подбассейн реки — бассейны притоков Печоры до впадения Усы. Речной бассейн реки — Печора.